# Austin (canción)
«Austin», también llamada «Austin (Boots Stop Workin')» –o en español: «Austin (Las botas se detienen)»– en plataformas de streaming, es una canción de la cantante estadounidense Dasha, lanzada a través de Version III como sencillo el 17 de noviembre de 2023, de su segundo álbum de estudio What Happens Now?
«Austin» se convirtió en el primer sencillo de Dasha en aparecer en las listas, alcanzando el puesto 25 en el Billboard Hot 100 en junio de 2024. Fuera de Estados Unidos, «Austin» alcanzó su punto máximo entre los diez primeros de las listas en Bélgica (Flandes), Irlanda, Países Bajos, Noruega y Reino Unido.

## Antecedentes y composición
«Austin» empezó a crearse cuando Dasha y sus coautores estaban trabajando en una canción llamada «Play Dumb» sobre "¿cómo saber que te están engañando?", pero Dasha no se identificaba completamente. Por lo que se terminó desechando, menos la idea de la perspectiva de una "mujer despreciada" y al final sirvió de base y se convirtió en "algo realmente divertido y rudo" para «Austin». Fue descrita como una "oda pegadiza de un amante que simplemente no se compromete". 

## Lanzamiento
Fue lanzada el 17 de noviembre de 2023,  y se volvió viral en TikTok en marzo de 2024, esto hizo que Dasha publicara un video de ella bailando en línea con la canción, lo que llevó a que se usara en más de 750.000 videos en la plataforma. A finales de mayo de 2024, la canción pasó a titularse «Austin (Boots Stop Workin')» en servicios de streaming y plataformas digitales.

## Certificaciones
| País          | Organismo certificador | Certificación | Ventas certificadas | Ref.  |
| ------------- | ---------------------- | ------------- | ------------------- | ----- |
| Australia     | ARIA                   | Oro           | 35.000              | [ 5 ] |
| Canadá        | Music Canada           | Oro           | 40.000              | [ 6 ] |
| Nueva Zelanda | RMNZ                   | Oro           | 15.000              | [ 7 ] |
| Reino Unido   | BPI                    | Oro           | 400.000             | [ 8 ] |